# Bohdalec (Žďárské vrchy)
Bohdalec (801,1 m) je vrchol Žďárských vrchů. Nachází se 3 km jihovýchodně od obce Sněžné. Je odtud dobrý rozhled na jih.
Na vrcholu se nalézá malá skála (mrazový srub), která z Bohdalce činí osmistovku Žďárských vrchů. Trigonometrický bod s nivelací 790,6 m n. m. leží pod skalním útvarem, měření provedeno v roce 2016.